# Ursula Volbeding
Ursula Volbeding, auch in der Namensvariante Vollbeding (* 1947 in Kiel; † 8. März 1982 in Zürich), war eine deutsche Opernsängerin (Sopran).

## Leben
Volbeding studierte Gesang an der Hamburger Musikakademie und in Köln. Anschließend war sie zwei Jahre Mitglied am Internationalen Opernstudio in Zürich. Seit 1977 war sie festes Ensemblemitglied am Opernhaus Zürich. Sie trat dort und in Deutschland im jugendlich-dramatischen Sopranfach auf. In Zürich sang sie als Hauptrollen u. a. Leonore in Fidelio und Senta in Der Fliegende Holländer. In beiden Rollen hatte sie großen Erfolg beim Publikum. Die Leonore gestaltete sie mit „unerschrockenem Opfermut“; der Senta, die sie als Zweitbesetzung alternierend mit Hildegard Behrens sang, verlieh sie „starke psychologische Glaubwürdigkeit“. Die Partie der Leonore, die ihre wichtigste Bühnenrolle war, sang sie auch am Opernhaus Genf, am Opernhaus Frankfurt, am Theater Augsburg, an der Staatsoper Hannover, am Theater Lübeck und am Opernhaus von Lyon.
Sie gastierte weiter am Stadttheater St. Gallen, an der Staatsoper Stuttgart (als Leonore und Senta), am Staatstheater Wiesbaden und in Düsseldorf. 1980 sang sie am Opernhaus von Perugia die Rolle der Irene in Wagners Frühwerk Rienzi; von einer Aufführung der Produktion existiert ein Live-Mitschnitt. In der Spielzeit 1980/81 war sie am Théâtre Royal de la Monnaie in Brüssel als Gast engagiert. Im Februar 1981 sang sie dort die Brünnhilde in Siegfried sowie die Rollen Gutrune und Dritte Norn in Götterdämmerung. Zu ihren weiteren Bühnenrollen gehörten auch die Amelia in Un ballo in maschera, die Titelrolle in Katja Kabanova und die Elettra in Idomeneo. Ein Engagement an die Metropolitan Opera, wo sie als Siegfried-Brünnhilde debütieren sollte, konnte sie nicht mehr annehmen.
Volbeding war mit dem Opernsänger Peter Straka (* 1950) verheiratet. Aus der Ehe ging ein Sohn hervor. Volbeding, die im Alter von 35 Jahren starb, litt seit Anfang der 1980er Jahre an einer unheilbaren Krankheit.